# Polyommatus cupreus
Polyommatus cupreus är en fjärilsart som beskrevs av Cosmovici 1892. Polyommatus cupreus ingår i släktet Polyommatus och familjen juvelvingar. Inga underarter finns listade i Catalogue of Life.